# Carlos Oquendo Zabala
Carlos Mario Oquendo Zabala (Medellín, 16 de novembre de 1987) és un ciclista colombià especialitzat en BMX.
Va guanyar la medalla de bronze als Jocs Olímpics de 2012 per darrere de Māris Štrombergs i Sam Willoughby.

## Palmarès
- 2012
  -  Medalla de bronze als Jocs Olímpics de Londres en BMX
- 2014
  - Medalla d'or als Jocs Sud-americans en BMX